# 佩讷德皮
佩讷德皮（法語：Pennedepie，法語發音：[pɛndəpi] ⓘ）是法国卡尔瓦多斯省的一个市镇，属于利雪区。

## 地理
佩讷德皮（49°24'25"N, 0°10'34"E）面积5.68 平方千米，位于法国诺曼底大区卡爾瓦多斯省，该省份为法国西北部沿海省份，北濒大西洋英吉利海峡，东北与滨海塞纳省以海上边界相接，东临厄尔省，南至奧恩省，西与芒什省接壤。
与佩讷德皮接壤的市镇（或旧市镇、城区）包括：巴尔纳维尔拉贝尔特朗、克里克伯夫、埃克莫维尔、翁弗勒尔、圣加蒂安德布瓦。

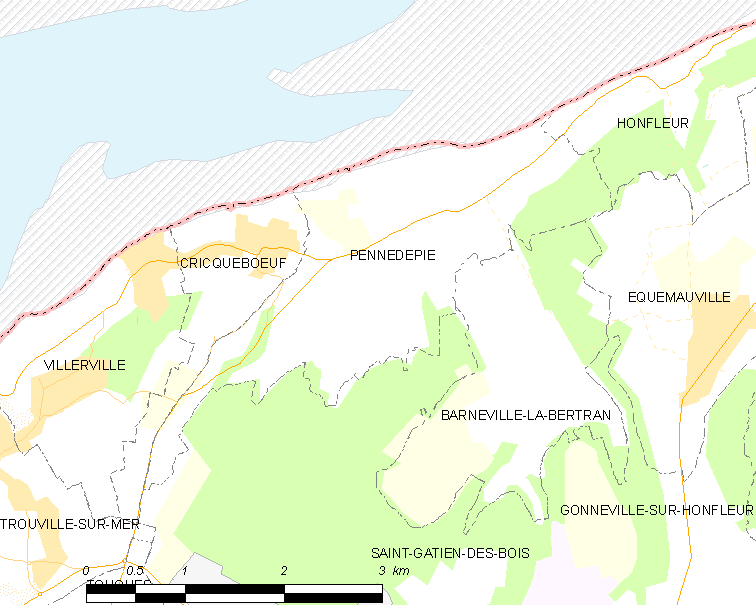
佩讷德皮的OSM定位图

佩讷德皮的时区为UTC+01:00、UTC+02:00（夏令时）。

## 行政
佩讷德皮的邮政编码为14600，INSEE市镇编码为14492。

## 政治
佩讷德皮所属的省级选区为翁弗勒尔-多维尔县。

## 人口

1962-2008年间佩讷德皮人口变化图示

佩讷德皮于2022年1月1日时的人口数量为317人。